# 金沙洲
金沙洲，位于广东省广州市西部，是广州与佛山交界处的江中岛“浔峰洲”中归属于广州的区域，总面积8.3平方公里，占全岛约三分之一。金沙洲东临珠江白沙河段，西北靠浔峰山，北与佛山南海区里水镇“金草洲”接壤，南与佛山南海区大沥镇“海北新城”接壤，归屬於廣州市白雲區管辖，是廣州市西部的重要门户，现已发展成广州市内的大型住宅区，为广州市“示范性住宅小区”，也有广州的“睡城”之称。

## 历史
1958年前，浔峰洲归属南海县。1959年行政区域调整，将浔峰洲十三乡中的横沙、沙凤划入广州郊区。1994年，经广州市地名委员会批准，该地区被命名为“金沙洲”。2002年，白云区撤銷石井镇，以原横沙、沙凤範圍成立“金沙街道”。
金沙洲一带原为农田，盛产冬瓜、玉葱（红葱）、甘蔗、藤葛，其出产的“浔峰葛”小有名气，村民以务农为生，对外交通依靠渡轮，因交通不便、人口稀少，被戏称为广州的“西伯利亚”。1989年，金沙洲第一条公路桥通车。1996年前后，第一条直达金沙洲的公交线路开通。2003年，连接广州市区和金沙洲的金沙洲大桥通车。随着广佛同城化开展，2006年，金沙洲进入大规模开发阶段，引入多个大型地产发展商，将农田改建为商业住宅项目，因房屋供给量大、房价较广州市中心低廉，金沙洲吸引大批置业者和上班族等流动人口居住，常住人口由2万迅速增至20万以上，成为广佛两地之间有名的“睡城”，由此剧增的通勤人流量、车流量亦带来严重交通拥堵问题。

## 名人
- 陳子壯： 抗清義士
- 招子庸： 清代中葉文人，創作眾多「粵謳」作品

## 交通

### 桥梁
金沙洲共有4座桥（不计高速公路），分别是金沙洲大桥、金沙洲珠江大桥（地铁专用桥）、黄岐大桥与丰岗桥。

### 隧道
金沙洲设有一条地下隧道，为京广高速铁路金沙洲隧道。

### 公交
金沙洲内有广州公交与少数佛山公交。

### 地铁
金沙洲内现有广州地铁6号线经过3站（沙贝站、横沙站、浔峰岗站），广州地铁12号线经过2站（浔峰岗站、浔峰岗北站）。

### 有轨电车
规划中的佛山南海里水有轨电车在金沙洲内设立里横路和浔峰岗两个车站。

### 水路
广州水上巴士的s1路曾经过金沙洲彩滨中路码头，现已停运。